# Мелетій (Вуяхевич-Височинський)
Михайло Вуяхевич-Височинський (в чернецтві — Мелетій; 1625, Руське воєводство — 6 лютого 1697, Київ) — державний і релігійний діяч Гетьманщини XVII століття, генеральний писар за гетьманства Якима Сомка (1660—1663). Кілька років перебував на засланні в Сибіру. Генеральний писар у гетьманів Петра Дорошенка і Івана Самойловича (1668—1683). До 1691 року був генеральним суддею. У 1687 році разом з Кочубеєм, Гамалією та Лизогубом брав участь у усуненні від влади Самойловича. З 1691 року — архімандрит Києво-Печерської лаври.

## Біографія
Нащадок дрібного православного шляхетського роду з Галичини. Закінчив шкільний курс, можливо, у Київському колегіумі (пізніше більш-відомий як «Києво-Могилянська академія»). Служив писарем у Києво-Печерському монастирі.

### Державна діяльність
У 1661 році запрошений під бойові знамена наказним гетьманом Лівобережної України Якимом Сомком, Михайло Вуяхевич був військовим писарем і генеральним писарем у Сомка. 1663 вів переговори з московським посланцем Є. Лодиженським. У цьому ж році Сомко доручив йому посольство до князя Григорія Ромодановського у справі протистояння з Юрієм Хмельницьким. Цю посаду він займав до арешту і страти останнього у Борзні 18 вересня 1663 року. Михайлові Вуяхевичу дещо пощастило: після падіння Якима Сомка Вуєхович-Височинський був засланий до Москви, а потім до Сибіру.
Лише завдяки клопотанням Петра Дорошенка колишній генеральний писар у кінці 1665 року повернувся в Україну (за іншими джерелами, це сталося 1668 року). Від 1668 року він віддано служив правобережному гетьману на посаді генерального писаря аж до падіння гетьманату 1676 року. 1672, 1675 відвідав Туреччину, брав участь у переговорах з представниками Московської держави, Лівобережної України, Пруссії та Польщі, 1670 очолив українську делегацію у м. Острог на переговорах з представниками польського уряду, де ставилося питання про відновлення Гадяцького договору. Після Бучацького миру 1672 року Михайло Вуєхович-Височинський поїхав з посольською місією до Стамбула. Після зречення Петром Дорошенком гетьманства 1676 перейшов на Лівобережжя, став значним військовим товаришем.
Івану Самойловичу дуже згодилися свідчення Вуяхевича про гетьманську опозицію — ніжинського протопопа Адамовича, стародубського полковника Рославця та інших. Згадана послуга сприяла черговому підвищенню Вуяхевича в команді лівобережного гетьмана. На початку 1678 від гетьмана Iвана Самойловича отримав перші офіційні завдання; 1683 обійняв посаду генерального судді деякий час виконував обов'язки генерального судді. Очевидно, гетьман з якихось міркувань так і не затвердив його на генеральному уряді. Це й стало причиною того, що в чолобитній 1687 року на Самойловича з'явився докір:
|  | Судейського уряду уже от четырех лет не отдает, для того, что никто за доброго человека не имеет и хочет, чтоб тот судейский уряд за великие деньги был куплен |

.
Коломацький переворот 1687 року надав Михайлові Вуяхевичу шанс знову очолити генеральний уряд. Він став генеральним суддею, тобто піднявся на сходинку вище отриманих у попередні роки посад. На цій посаді перебував до початку 1691 року.
Заслання Вуяхевича до Сибіру, служба в Дорошенка тісно пов'язувало його з Іваном Мазепою. Генеральний суддя, безперечно, належав до кола найдовіреніших осіб гетьмана. Під час Другого Кримського походу 1689 року Михайло Вуяхевич залишився в Батурині наказним гетьманом. Їздив залагоджувати важливі справи до Москви у 1688 році, а також весною 1689 і 1690 років. В останній поїздці отримав чин стольника.
Отримавши генеральний уряд, за прикладом гетьмана, відразу віддав належне з отриманих прибутків церкві. Його коштом у 1688—1689 роках збудовано мурований приділ св. Варвари до Михайлівського Золотоверхого собору в Києві.

### Чернецтво
Складна політична ситуація кінця 1689 року, напруження у відносинах Батурина з Москвою, пошук Мазепою та його наближеними союзників у Криму, Польщі, провал місії Соломона у Варшаві — все це змусило Вуяхевича подумати про відставку, аби в черговий раз не пережити гіркоти падіння, репресії. Під час виборів архімандрита Києво-Печерської лаври 16 листопада 1690 року ченці замість запропонованих трьох кандидатур несподівано проголосили своїм настоятелем генерального суддю, що приїхав на елекцію разом з кількома старшинами як представник гетьмана. Це відбулося після обрання настоятеля Варлаама митрополитом Київським. Братія підняла його на руки й віднесла до великої церкви, де проголосила своїм зверхником. Світське ім'я генеральний суддя змінив на чернече — Мелетій. Очевидно, подібний розвиток і результат виборів був заздалегідь погоджений з Іваном Мазепою. Однак, в лютому 1691 року внаслідок політичних суперечностей з Мазепою щодо участі Гетьманщини в антитурецькій коаліції «Священна ліга» залишив посаду генерального судді.
Звістка про обрання Вуяхевича архімандритом обурила московського патріарха Андріяна, оскільки вибори чинились без його відома та з грубим порушенням церковних канонів Московського патріархату. Печерська лавра з 1688 року за патріаршою грамотою визнана «Первостепенною» між усіма російськими монастирями. У грудні Мазепа отримав від патріарха Андріяна листа. У ньому останній висловив своє невдоволення. Зрештою після настійливих звернень у Москву у жовтні 1691 року патріарх затвердив вибір ченців. Ставлену грамоту від московського патріарха Адріана отримав у лютому 1693 року.
Архімандрит чимало зробив для поліпшення матерільного становища Києво-Печерської лаври. їй у володіння він передав свої села Жукин, Воропаїв, Буромку, Шиловичі. Михайло Вуяхевич вклав власні кошти й у видання лаврської друкарні. За час його архімандритства було надруковано близько двадцять книг, більшість з яких мали красиве та дороге оформлення. Великі видавничі плани архімандрита муляли очі московському церковному керівництву. Коли без погодження з ним 1692 року лаврська друкарня видала «Літургію», при цьому ще й не зазначила в передмові прізвищ царів, патріарх Андріян у своєму посланні обурювався:
|  | А тако бы неподобало творити... книги издаются, ете веема непристойно и дерзновенно |

Піднімав перед Москвою питання про самостійне, без погодження з вищим російським православним ієрархом видання книг. Однак йому відмовили.
Маючи похилий вік, погане здоров'я, архімандрит помер 6 лютого 1697 року у Києві.

## У мистецтві
- Роман «Чорна рада. Хроніка 1663 року», Пантелеймон Куліш.[1]

## Рекомендована література
- Вуяхевич Мелетій [Архівовано 14 червня 2021 у Wayback Machine.] // Українська мала енциклопедія : 16 кн. : у 8 т. / проф. Є. Онацький. — Накладом Адміністратури УАПЦ в Аргентині. — Буенос-Айрес, 1958. — Т. 1, кн. II : Літери В — Ґ. — С. 219-220. — 1000 екз.
- Довідник з історії України. — 2-ге вид. — К., 2001.
- Коваленко Сергій. Вуяхевич-Височинський Михайло-Мелетій//Україна під булавою Богдана Хмельницького. Енциклопедія у 3-х томах. Том 2. — Київ: Видавництво «Стікс», 2008
- Вуяхович-Височинський Мелентій // Україна в міжнародних відносинах. Енциклопедичний словник-довідник. Випуск 5. Біографічна частина: А-М / Відп. ред. М. М. Варварцев. — К.: Ін-т історії України НАН України, 2014. — с.84-85

| українська персоналія | Це незавершена стаття про особу, що має стосунок до України. Ви можете допомогти проєкту, виправивши або дописавши її. |